# Sommet du G7 de 1994
Pour un article plus général, voir Sommet du G8.
Le sommet du G7 1994, 20e réunion du G7, réunissait les dirigeants des 7 pays démocratiques les plus industrialisés, ou G7, du  8 au 10 juillet 1994, dans la ville italienne de Naples.

## Participants
| Participants au G7            |                       |                     |                      |
| Membre                        | Membre                | Représenté par      | Fonction             |
| Drapeau du Canada             | Canada                | Jean Chrétien       | Premier ministre     |
| Drapeau de la France          | France                | François Mitterrand | Président            |
| Drapeau de l'Allemagne        | Allemagne             | Helmut Kohl         | Chancelier           |
| Drapeau de l'Italie           | Italie                | Silvio Berlusconi   | Président du Conseil |
| Drapeau du Japon              | Japon                 | Tomiichi Murayama   | Premier ministre     |
| Drapeau du Royaume-Uni        | Royaume-Uni           | John Major          | Premier ministre     |
| Drapeau des États-Unis        | États-Unis            | Bill Clinton        | Président            |
| Drapeau de l’Union européenne | Commission européenne | Jacques Delors      | Président            |